# Pauli (cráter)

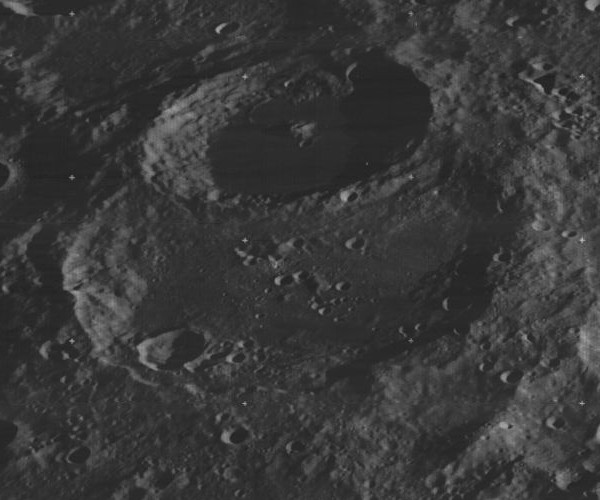
Vista oblicua desde el Lunar Orbiter 3, mirando al sur, con Pauli arriba y Roche en el centro

Pauli es un cráter de impacto perteneciente a la cara oculta de la Luna. Se encuentra a medio camino entre el ecuador lunar y el polo sur, atravesando el borde sur de la planicie del cráter Roche, de mayor tamaño.
|  |

Este cráter tiene un borde exterior bien definido, solo ligeramente desgastado por la erosión provocada por impactos sucesivos. Un pequeño cráter se encuentra en el lado interior de su sector sur, y otro más se inserta en la cara opuesta del cráter al norte. Presenta un ligero aterrazamiento en la pared interior sudeste, pero el resto muestra preferentemente una apariencia ranurada radialmente. La pared interior es más estrecha en el lado norte, donde se encuentra Roche.
El suelo interior ha sido inundado por la lava, dejando una superficie de bajo albedo más oscura que el terreno circundante. En este sentido, es similar al cráter Jules Verne localizado a unos cuatro diámetros al noreste. Presenta una cresta de baja altura cerca del punto medio, con los restos de un cráter palimpsesto en la parte suroriental del suelo interior.

## Cráteres satélite
Por convención estos elementos son identificados en los mapas lunares poniendo la letra en el lado del punto medio del cráter que está más cercano a Pauli.
|       | \| Pauli \| Coordenadas \| Diámetro \| \| ----- \| ------------------------------- \| -------- \| \| E \| 44°06′S 141°24′E / -44.1, 141.4 \| 24 km \| |          |
| Pauli | Coordenadas | Diámetro |
| E     | 44°06′S 141°24′E / -44.1, 141.4 | 24 km    |